# Rachel Waltner Goossen
Rachel Waltner Goossen (* 10. November 1960 in Newton) ist eine US-amerikanische Historikerin.

## Leben
Die Tochter von James Waltner und Lenore Pankratz erwarb 1982 den BA in Geschichte am Bethel College, 1984 den MA in Geschichte an der University of California, Santa Barbara und 1993 an der University of Kansas den Ph.D. in Geschichte. Sie lehrt als Geschichtsprofessor am Goshen College (1995–1999) und an der Washburn University (seit 2000).
Ihre Forschung konzentriert sich auf die Geschichte der Kriegsdienstverweigerung in den Vereinigten Staaten und den USA des 20. Jahrhunderts und Geschichte der Frauen.

## Schriften (Auswahl)
- Brick and mortar. A history of Newton, Kansas. North Newton 1984, OCLC 11754641.
- mit Robert S. Kreider: Hungry, thirsty, a stranger. The MCC experience. Scottdale 1988, ISBN 0-8361-1299-7.
- mit Robert S. Kreider: When good people quarrel. Studies of conflict resolution. Scottdale 1989, ISBN 0-8361-3469-9.
- Women against the good war. Conscientious objection and gender on the American home front, 1941–1947. Chapel Hill 1997, ISBN 0-8078-4672-4.